# Purullena (kommunhuvudort)
Purullena är en kommunhuvudort i Spanien.   Den ligger i provinsen Provincia de Granada och regionen Andalusien, i den södra delen av landet, 300 km söder om huvudstaden Madrid. Purullena ligger 905 meter över havet och antalet invånare är 2 215.
Terrängen runt Purullena är varierad. Purullena ligger nere i en dal. Runt Purullena är det ganska glesbefolkat, med 34 invånare per kvadratkilometer. Närmaste större samhälle är Guadix, 5,0 km öster om Purullena. Omgivningarna runt Purullena är i huvudsak ett öppet busklandskap.